# 건녕 (후한)
건녕(建寧)은 중국 후한(後漢) 영제(靈帝)의 첫 번째 연호이다. 168년 1월에서 172년 5월까지 4년 5개월 동안 사용하였다.

## 개원
영강(永康) 2년 1월 21일(168년 2월 17일)에 연호를 건녕(建寧)으로 개원함.

## 연대대조표
| 건녕                | 원년       | 2년        | 3년        | 4년        | 5년        |
| 서력                | 168년      | 169년      | 170년      | 171년      | 172년      |
| 육십간지 (六十干支) | 무신(戊申) | 기유(己酉) | 경술(庚戌) | 신해(辛亥) | 임자(壬子) |

## 같이 보기
- 중국의 연호